# 페르니긴코다람쥐
페르니긴코다람쥐(Dremomys pernyi)는 다람쥐과에 속하는 설치류의 일종이다. 북동인도와 중국 남부와 중부, 미얀마 북부, 베트남 북부, 대만에서 발견된다.

## 아종
6종의 아종이 알려져 있다.
| - D. p. pernyi - D. p. flavior - D. p. howelli | - D. p. imus - D. p. owstoni - D. p. senex |